# Sandy Alcántara
Pour les articles homonymes, voir Alcantara.
Sandy Alcántara Montero (né le 7 septembre 1995 à San Juan de la Maguana en République dominicaine) est un lanceur droitier des Marlins de Miami de la Ligue majeure de baseball.

## Carrière
Sandy Alcántara signe en juillet 2013 à l'âge de 17 ans un premier contrat professionnel d'une valeur de 125 000 dollars US avec les Cardinals de Saint-Louis.
Alcántara, qui est surtout lanceur partant dans les ligues mineures, fait ses débuts dans le baseball majeur comme lanceur de relève avec Saint-Louis le 3 septembre 2017 face aux Giants de San Francisco.